# Don Meineke
Don "Monk" Meineke (Dayton, Ohio; 30 de octubre de 1930-ibídem, 3 de septiembre de 2013) fue un baloncestista estadounidense que disputó 5 temporadas de la NBA. Con 2,01 metros de estatura, jugaba en la posición de ala-pívot. Fue el primer ganador del premio al Rookie del Año de la NBA.

## Trayectoria deportiva

### Universidad
Jugó durante 4 temporadas con los Flyers de la Universidad de Dayton, en las que promedió 19,4 puntos por partido. Fue incluido en el segundo equipo All-America en su temporada júnior y en el tercero en su último año.

### Profesional
Fue elegido en la decimotercera posición, en la segunda ronda del Draft de la NBA de 1952 por Fort Wayne Pistons. En su primera temporada promedió 10,7 puntos y 6,9 rebotes por partido, lo que le valió para ser el primer ganador del premio Rookie del Año que se otorgaba a partir de esa temporada. En el aspecto negativo, las 26 descalificaciones que sufrió ese año por faltas personales son hoy en día un récord de la NBA.
Jugó dos temporadas más en los Pistons, aunque su aportación al equipo fue cada vez menor. En 1955 ficha por los Rochester Royals, equipo con el que se traslada al año siguiente a su nuevo emplazamiento en Cincinnati, donde jugaría su última temporada como profesional. En el total de su carrera promedió 6,8 puntos y 4,7 rebotes por partido.

#### Estadísticas

##### Temporada regular
| Temporada | Edad | Equipo             | Liga | P   | TIT | MIN  | TC  | TCA | %TC  | 3P | 3PA | %3P | TL  | TLA | %TL  | R.OF. | R.DEF. | REB | ASIS | ROB | TAP | PER | FP  | PTS  |
| 1952-53   | 22   | Fort Wayne Pistons | NBA  | 68  |     | 33.1 | 3.5 | 9.3 | .381 |    |     |     | 3.6 | 4.6 | .783 |       |        | 6.9 | 2.2  |     |     |     | 4.9 | 10.7 |
| 1953-54   | 23   | Fort Wayne Pistons | NBA  | 71  |     | 20.6 | 1.9 | 5.5 | .344 |    |     |     | 1.9 | 2.4 | .805 |       |        | 5.2 | 1.1  |     |     |     | 3.0 | 5.7  |
| 1954-55   | 24   | Fort Wayne Pistons | NBA  | 68  |     | 15.1 | 2.0 | 5.4 | .372 |    |     |     | 1.8 | 2.5 | .700 |       |        | 3.6 | 0.9  |     |     |     | 2.3 | 5.8  |
| 1955-56   | 25   | Rochester Royals   | NBA  | 69  |     | 18.1 | 2.2 | 6.0 | .372 |    |     |     | 2.6 | 3.4 | .780 |       |        | 4.6 | 1.5  |     |     |     | 2.8 | 7.1  |
| 1957-58   | 27   | Cincinnati Royals  | NBA  | 67  |     | 11.8 | 1.9 | 5.2 | .356 |    |     |     | 1.1 | 1.8 | .647 |       |        | 3.4 | 0.6  |     |     |     | 2.3 | 4.9  |
| Total     |      |                    | NBA  | 343 |     | 19.8 | 2.3 | 6.3 | .367 |    |     |     | 2.2 | 2.9 | .756 |       |        | 4.7 | 1.3  |     |     |     | 3.1 | 6.8  |

##### Playoffs
| Temporada | Edad | Equipo             | Liga | P  | MIN | TCA | TC  | 3PA | 3P | TLA | TL | R.OF. | REB | ASIS | ROB | TAP | PER | FP | PTS | %TC  | %3P | %FT  | MIN  | PTS | REB | AST |
| 1952-53   | 22   | Fort Wayne Pistons | NBA  | 8  | 227 | 15  | 40  |     |    | 30  | 44 |       | 26  | 10   |     |     |     | 37 | 60  | .375 |     | .682 | 28.4 | 7.5 | 3.3 | 1.3 |
| 1953-54   | 23   | Fort Wayne Pistons | NBA  | 4  | 87  | 6   | 23  |     |    | 7   | 11 |       | 15  | 6    |     |     |     | 11 | 19  | .261 |     | .636 | 21.8 | 4.8 | 3.8 | 1.5 |
| 1954-55   | 24   | Fort Wayne Pistons | NBA  | 11 | 162 | 18  | 40  |     |    | 23  | 25 |       | 48  | 9    |     |     |     | 22 | 59  | .450 |     | .920 | 14.7 | 5.4 | 4.4 | 0.8 |
| 1957-58   | 27   | Cincinnati Royals  | NBA  | 2  | 32  | 1   | 11  |     |    | 6   | 8  |       | 11  | 1    |     |     |     | 3  | 8   | .091 |     | .750 | 16.0 | 4.0 | 5.5 | 0.5 |
| Total     |      |                    | NBA  | 25 | 508 | 40  | 114 |     |    | 66  | 88 |       | 100 | 26   |     |     |     | 73 | 146 | .351 |     | .750 | 20.3 | 5.8 | 4.0 | 1.0 |